# Homonnai csata
A homonnai csata (lengyelül Bitwa pod Humiennem) 1619. november 22-én zajlott le homonnai Drugeth György országbíró és Rákóczi György (későbbi erdélyi fejedelem között) Észak-Magyarországon.

## Története
Drugeth 1616-ban kétszer támadott Erdélyre, majd Lengyelországba menekült, ahol vagy tízezer lengyel lovast fogadott zsoldjába, akikről köztudott, hogy Európában a legjobb katonák voltak. A sereg egyik vezére a lengyel Walenty Rogawski volt. 1619-ben Bethlen Gábor hadaival behatolt a Felvidékre, s már Bécs felé közeledett. 
Drugeth a családja birtokához tartozó Homonnánál csatába szállt a Rákóczi vezette aránylag kisebb erdélyi hadtesttel, Bethlen utóvédjével. A lengyelek heves támadásukkal elsöpörték az erdélyi állásokat, de a győzelmét Drugeth nem tudta kiaknázni, ugyanis a felvidéki városok nem őt, hanem inkább Bethlent támogatták, így már december elején visszavonult lengyel területre. Annyit azonban elért, hogy az erdélyiek ne vonuljanak Bécs ellen, hanem húzódjanak vissza Pozsonyba.